# Grenaa Idrætscenter
Grenaa Idrætscenter er et idrætsanlæg i Grenaa, der indeholder en opvisningshal med plads til 1.400 tilskuere til sport, en træningshal, en multisal, et styrkeløftningslokale og fire mødelokaler. Der er også et stadion, atletikbane, kunststofbane med lysanlæg, multi/aktivitets-kunstofbane med lysanlæg, ti fodboldbaner, hvoraf den ene kan bruges til rugby og de tre af dem har lysanlæg. Anlægget har også fire håndboldbaner, der også bruges til firmasport. Der er også et tennisanlæg, 13 petanquebaner, en hockeybane og en beach volleybane. Der er også en svømmehal og en badstue.